# Danh sách album quán quân năm 2014 (Mỹ)

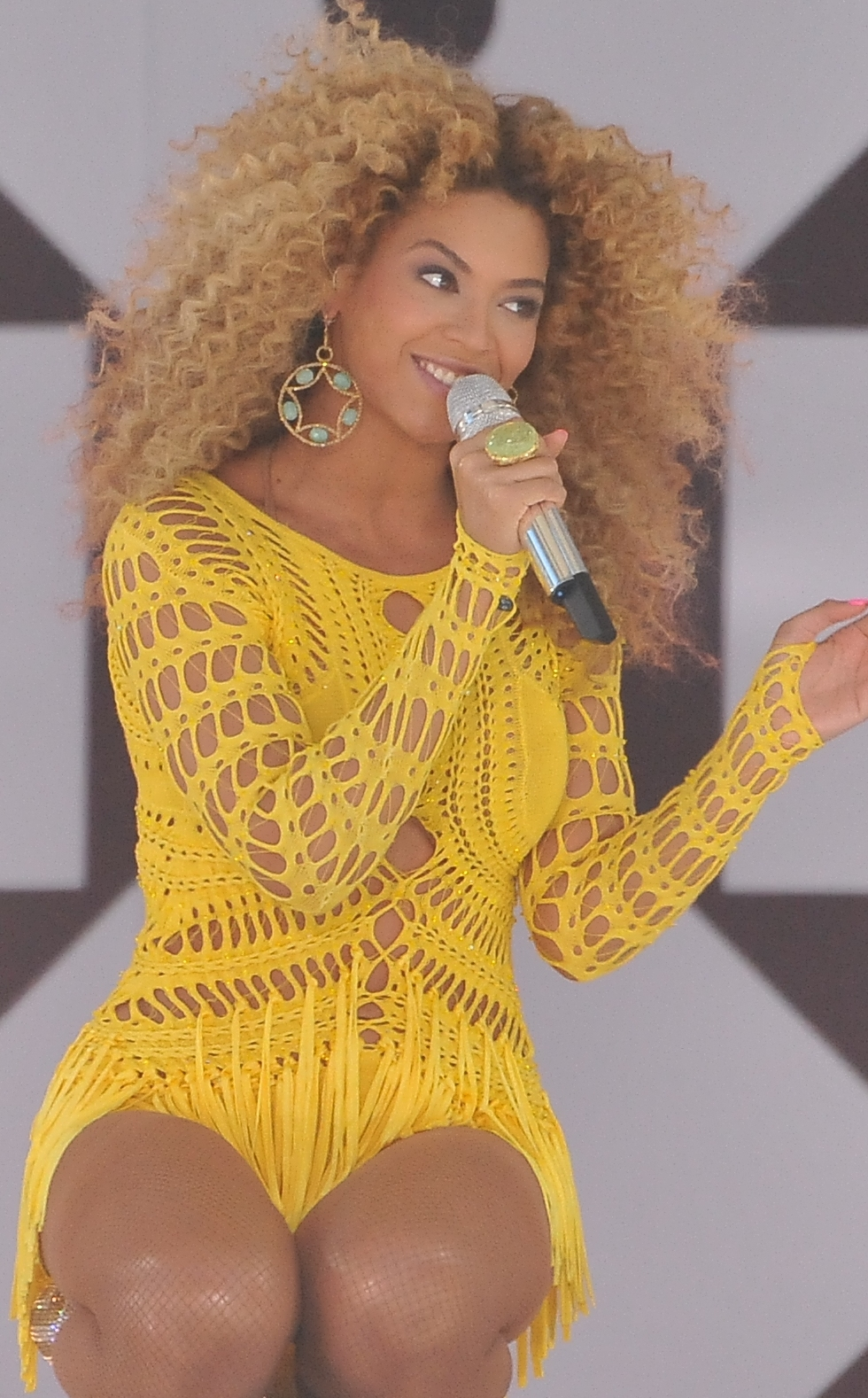
Album mang tên chính mình của Beyoncé (hình) đứng đầu bảng xếp hạng 2 tuần liền trong năm 2014. Nó trở thành album bán chạy nhất của một nghệ sĩ nữ năm 2013.

Những album và EP bán chạy nhất của Hoa Kỳ có mặt trong bảng xếp hạng Billboard 200, được phát hành bởi tạp chí Billboard. Bảng xếp hạng hoạt động theo thông số của Nielsen Soundscan về những album bán chạy nhất tuần theo lượt tải xuống và doanh số bán đĩa. Trong năm 2014, có tổng cộng 33 album đứng đầu bảng xếp hạng. Một trong số đó, album mang tên chính mình của nữ ca sĩ người Mỹ Beyoncé đã đứng đầu bảng xếp hạng từ cuối năm 2013.
Nhạc phim cho bộ phim năm 2013 của Disney, Frozen trở thành album bán chạy nhất năm 2014 với 13 tuần không liên tiếp đứng đầu bảng xếp hạng..

## Lịch sử xếp hạng

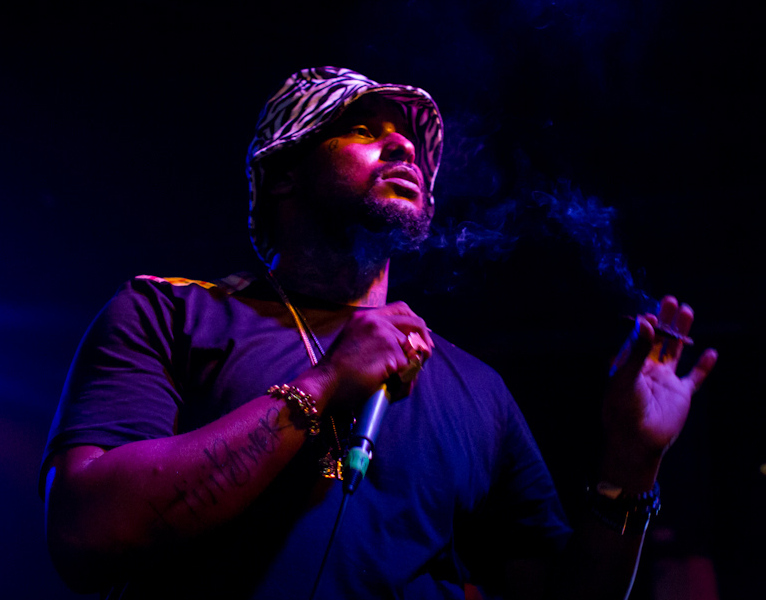
Oxymoron của nghệ sĩ hip-hop Schoolboy Q (hình) trở thành album đứng đầu BXh đầu tiên của anh ấy.

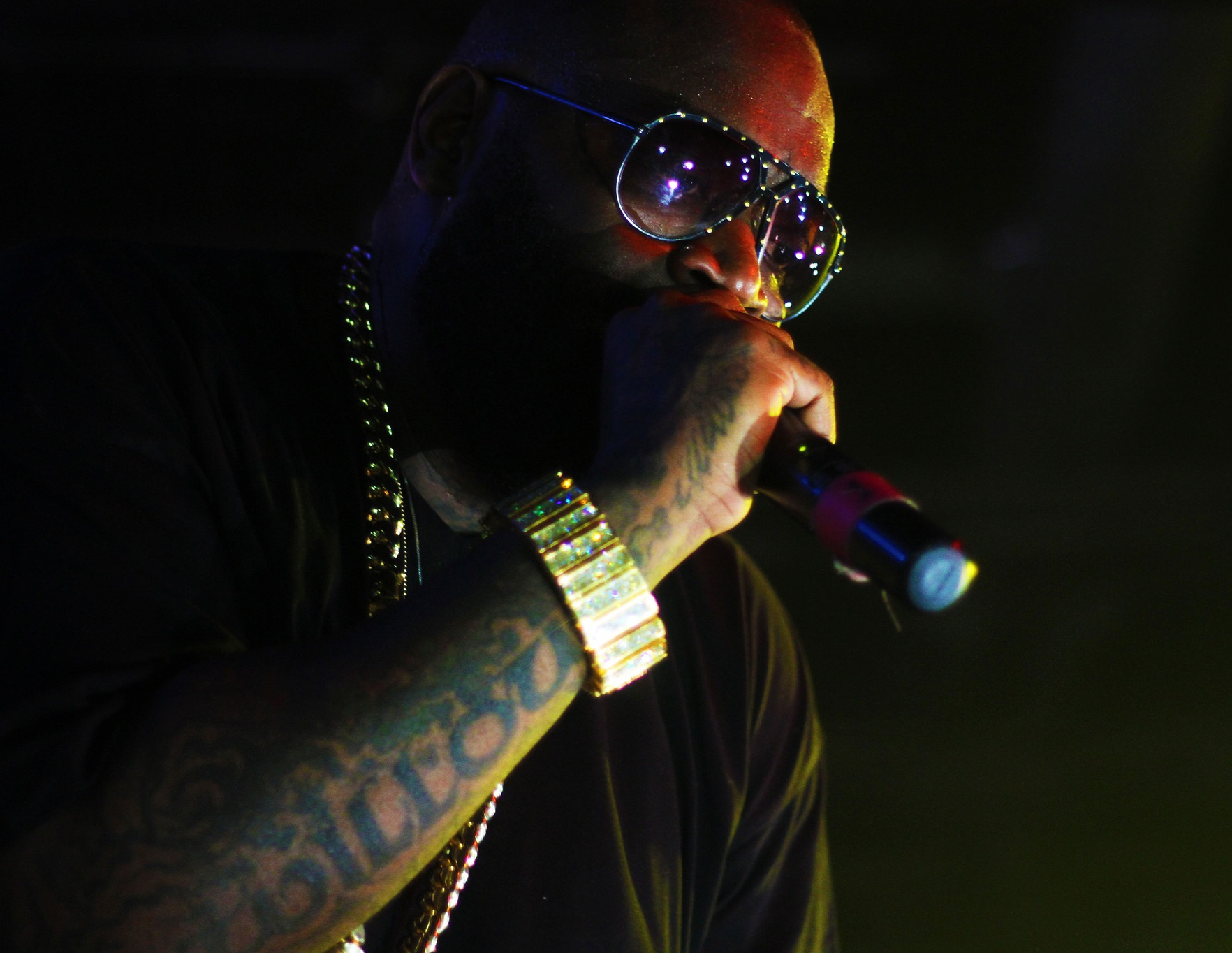
Album phòng thu thứ sáu Mastermind của rapper Rick Ross (hình) giúp anh có 5 album đứng đầu BXH.

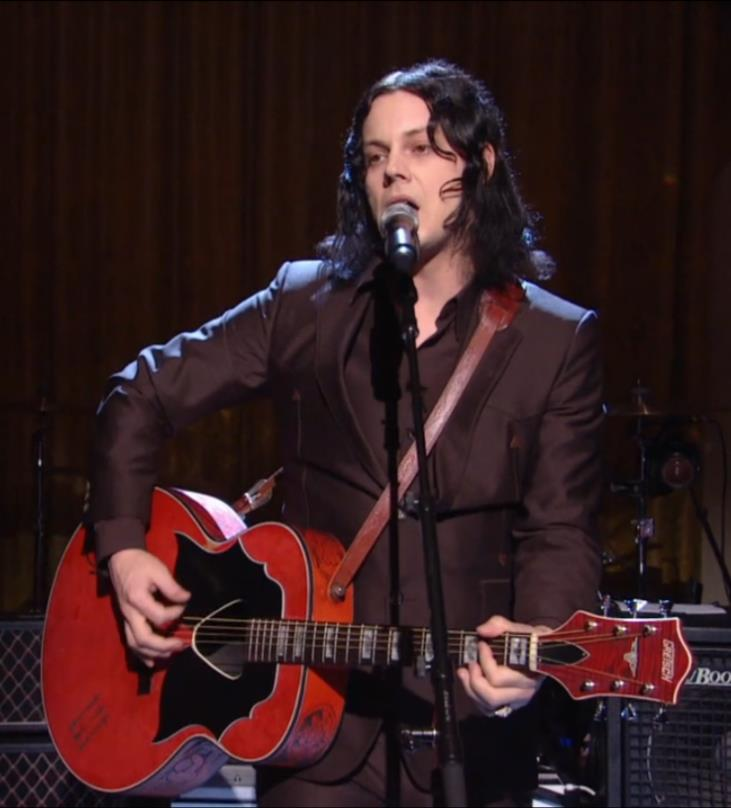
Lazaretto của ca sĩ nhạc rock Jack White (hình) là album đứng đầu thứ hai của anh ấy.

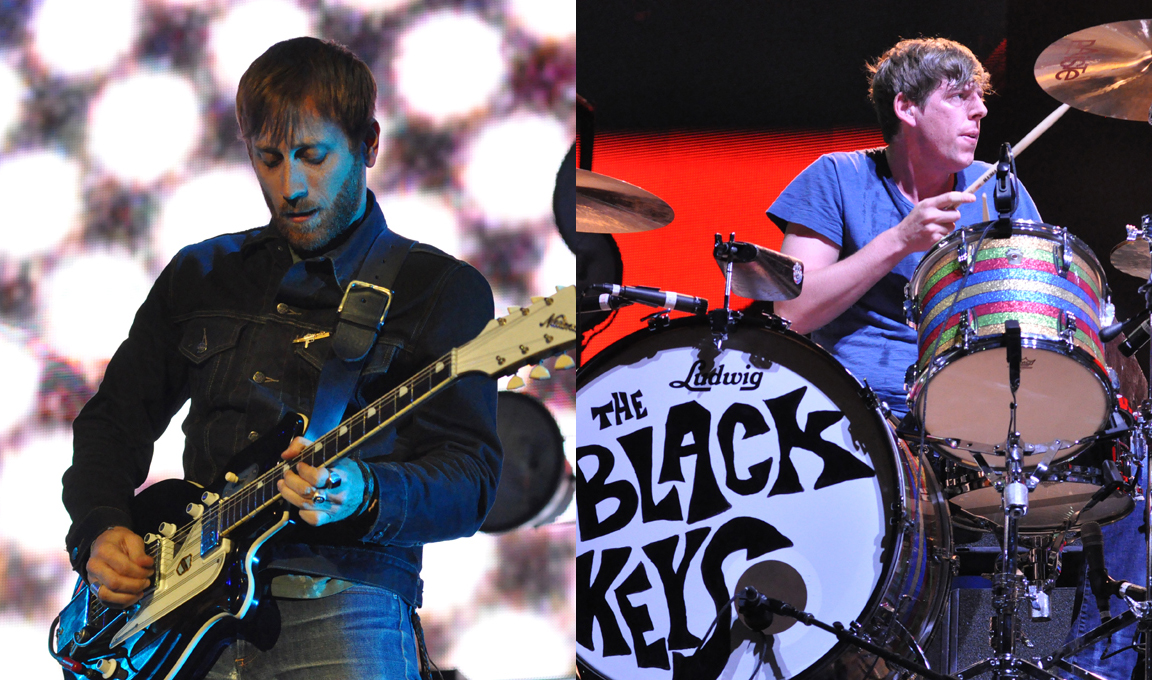
Turn Blue của ban nhạc rock The Black Keys (hình) giúp ban nhạc có album phòng thu đứng đầu đầu tiên.

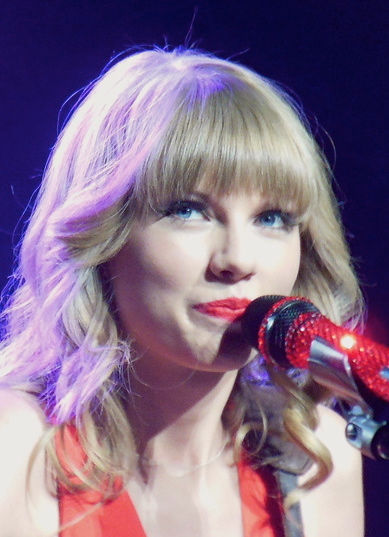
1989 của ca sĩ nhạc đồng quê Taylor Swift (hình) giúp cô có album thứ tư mở đầu ở vị trí số 1 trên Billboard 200.

| Album quán quân bảng xếp hạng cuối năm 2014 | Chỉ album quán quân bảng xếp hạng cuối năm 2014 của Billboard |

| Ngày phát hành   | Album                                       | Nghệ sĩ                         | Chú thích |
| ---------------- | ------------------------------------------- | ------------------------------- | --------- |
| 4 tháng 1        | Beyoncé                                     | Beyoncé                         | [ 4 ]     |
| 11 tháng 1       | Beyoncé                                     | Beyoncé                         | [ 5 ]     |
| 18 tháng 1       | Frozen                                      | Nhạc phim                       | [ 6 ]     |
| 25 tháng 1       | Frozen                                      | Nhạc phim                       | [ 7 ]     |
| 1 tháng 2        | High Hopes                                  | Bruce Springsteen               | [ 8 ]     |
| 8 tháng 2        | Frozen                                      | Soundtrack                      | [ 9 ]     |
| 15 tháng 2       | Frozen                                      | Soundtrack                      | [ 10 ]    |
| 22 tháng 2       | Now 49                                      | Various Artists                 | [ 11 ]    |
| 1 tháng 3        | The Outsiders                               | Eric Church                     | [ 12 ]    |
| 8 tháng 3        | Frozen                                      | Nhạc phim                       | [ 13 ]    |
| 15 tháng 3       | Oxymoron                                    | Schoolboy Q                     | [ 14 ]    |
| March 22 tháng 3 | Mastermind                                  | Rick Ross                       | [ 15 ]    |
| 29 tháng 3       | Frozen                                      | Nhạc phim                       | [ 16 ]    |
| 5 tháng 4        | Frozen                                      | Nhạc phim                       | [ 17 ]    |
| 12 tháng 4       | Frozen                                      | Nhạc phim                       | [ 18 ]    |
| 19 tháng 4       | Frozen                                      | Nhạc phim                       | [ 19 ]    |
| 26 tháng 4       | Frozen                                      | Nhạc phim                       | [ 20 ]    |
| 3 tháng 5        | Frozen                                      | Nhạc phim                       | [ 21 ]    |
| 10 tháng 5       | Frozen                                      | Nhạc phim                       | [ 22 ]    |
| 17 tháng 5       | Frozen                                      | Nhạc phim                       | [ 23 ]    |
| 24 tháng 5       | Now 50                                      | Nhiều nghệ sĩ                   | [ 24 ]    |
| 31 tháng 5       | Turn Blue                                   | The Black Keys                  | [ 25 ]    |
| 7 tháng 6        | Ghost Stories                               | Coldplay                        | [ 26 ]    |
| 14 tháng 6       | Ghost Stories                               | Coldplay                        | [ 27 ]    |
| 21 tháng 6       | Platinum                                    | Miranda Lambert                 | [ 28 ]    |
| 28 tháng 6       | Lazaretto                                   | Jack White                      | [ 29 ]    |
| 5 tháng 7        | Ultraviolence                               | Lana Del Rey                    | [ 30 ]    |
| 12 tháng 7       | x                                           | Ed Sheeran                      | [ 31 ]    |
| 19 tháng 7       | Trigga                                      | Trey Songz                      | [ 32 ]    |
| 26 tháng 7       | 1000 Forms of Fear                          | Sia                             | [ 33 ]    |
| 2 tháng 8        | Mandatory Fun                               | "Weird Al" Yankovic             | [ 34 ]    |
| 9 tháng 8        | 5 Seconds of Summer                         | 5 Seconds of Summer             | [ 35 ]    |
| 16 tháng 8       | Hypnotic Eye                                | Tom Petty and the Heartbreakers | [ 36 ]    |
| 23 tháng 8       | Guardians of the Galaxy: Awesome Mix Vol. 1 | Nhạc phim                       | [ 37 ]    |
| 30 tháng 8       | Guardians of the Galaxy: Awesome Mix Vol. 1 | Nhạc phim                       | [ 38 ]    |
| 6 tháng 9        | Blacc Hollywood                             | Wiz Khalifa                     | [ 39 ]    |
| September 13     | My Everything                               | Ariana Grande                   | [ 40 ]    |
| 20 tháng 9       | V                                           | Maroon 5                        | [ 41 ]    |
| 27 tháng 9       | Anomaly                                     | Lecrae                          | [ 42 ]    |
| 4 tháng 10       | Partners                                    | Barbra Streisand                | [ 43 ]    |
| 11 tháng 10      | Cheek to Cheek                              | Tony Bennett và Lady Gaga       | [ 44 ]    |
| 18 tháng 10      | Bringing Back the Sunshine                  | Blake Shelton                   | [ 45 ]    |
| 25 tháng 10      | Old Boots, New Dirt                         | Jason Aldean                    | [ 46 ]    |
| 1 tháng 11       | Anything Goes                               | Florida Georgia Line            | [ 47 ]    |
| 8 tháng 11       | .5: The Gray Chapter                        | Slipknot                        | [ 48 ]    |
| 15 tháng 11      | 1989                                        | Taylor Swift                    | [ 49 ]    |
| 22 tháng 11      | 1989                                        | Taylor Swift                    | [ 50 ]    |
| 29 tháng 11      | 1989                                        | Taylor Swift                    | [ 51 ]    |
| December 6       | Four                                        | One Direction                   | [ 52 ]    |
| 13 tháng 12      | 1989                                        | Taylor Swift                    | [ 53 ]    |
| 20 tháng 12      | 1989                                        | Taylor Swift                    | [ 54 ]    |
| 27 tháng 12      | 2014 Forest Hills Drive                     | J. Cole                         | [ 55 ]    |